# Alina Cvilij
Alina Oleksandrivna Cvilij (in ucraino Аліна Олександрівна Цвілій?; 18 settembre 1994) è una marciatrice ucraina.
In carriera ha vinto una medaglia d'argento nella 50 km agli europei di Berlino 2018. È inoltre detentrice del record nazionale della specialità, con il tempo di 4h12'44", stabilito nella medesima competizione. 

## Biografia
Il 7 agosto 2018 conquista la medaglia d'argento nella 50 km agli europei di Berlino 2018 tagliando il traguardo con un nuovo personale di 4h12'44" (nuovo record nazionale), dietro alla vincitrice Inês Henriques (4h09'21").

## Progressione

### Marcia 5000 m
| Stagione | Tempo    | Luogo | Data      | Rank. Mond. |
| -------- | -------- | ----- | --------- | ----------- |
| 2011     | 22'12"47 | Lilla | 8-7-2011  |             |
| 2010     | 22'25"01 | Mosca | 22-5-2010 |             |

### Marcia 10000 m
| Stagione | Tempo    | Luogo    | Data       | Rank. Mond. |
| -------- | -------- | -------- | ---------- | ----------- |
| 2016     | 46'52"33 | Mukačevo | 29-10-2016 |             |
| 2012     | 47'34"18 | Jalta    | 2-6-2012   |             |

### Marcia 10 km
| Stagione | Tempo  | Luogo            | Data       | Rank. Mond. |
| -------- | ------ | ---------------- | ---------- | ----------- |
| 2014     | 48'41" | Ivano-Frankivs'k | 18-10-2014 |             |
| 2012     | 47'52" | Saransk          | 12-5-2012  |             |
| 2010     | 47'53" | Bacúch           | 25-9-2010  |             |

### Marcia 20 km
| Stagione | Tempo    | Luogo            | Data      | Rank. Mond. |
| -------- | -------- | ---------------- | --------- | ----------- |
| 2018     | 1h38'19" | Sumy             | 16-6-2018 |             |
| 2017     | 1h37'06" | Ivano-Frankivs'k | 12-3-2017 |             |
| 2016     | 1h33'05" | Sumy             | 11-6-2016 |             |
| 2015     | 1h40'00" | Poděbrady        | 11-4-2015 |             |

### Marcia 50 km
| Stagione | Tempo    | Luogo   | Data     | Rank. Mond. |
| -------- | -------- | ------- | -------- | ----------- |
| 2018     | 4h12'44" | Berlino | 7-8-2018 |             |

## Palmarès
| Anno | Manifestazione | Sede    | Evento       | Risultato | Prestazione | Note             |
| ---- | -------------- | ------- | ------------ | --------- | ----------- | ---------------- |
| 2018 | Europei        | Berlino | Marcia 50 km | Argento   | 4h12'44"    | Record nazionale |